# Мајкл Бонд
Томас Мајкл Бонд (13. јануар 1926 − 27. јун 2017) био је британски аутор. Најпознатији је по серији прича за децу, у којима се појављује лик медведа Падингтона. Више од 35 милиона књига о Падингтону продато је широм света, а ликови су представљени и на филму и на телевизији. Његова прва књига објављена је 1958. године, а последња 2017. године, у распону од 59 година.

## Младост
Томас Мајкл Бонд рођен је 13. јануара 1926. у Њубарију, Беркшир. Одгојен је у Редингу, где су његове посете железничкој станици Рединг како би гледао како пролази воз Cornish Riviera Express покренула љубав према возовима. Његов отац је био управник поште. Школовао се на Презентејшн Колеџу у Редингу. Тамо је био несрећан. У новембру 2014. је за The Guardian рекао да су његови родитељи изабрали школу „из простог разлога што се његовој мајци свидела боја блејзера ... није много грешила у животу, али то је била једна од њебих грешака“. Због тога је напустио образовање са 14 година, упркос жељама родитеља да иде на универзитет. Други светски рат је био у току и он је годину дана радио у адвокатској канцеларији, а затим као асистент инжењера за ВВС.
Дана 10. фебруара 1943. Бонд је преживео ваздушни напад на Рединг. Зграда у којој је радио срушила се под њим, убивши 41 особу и ранивши још много људи. Убрзо након тога он се добровољно пријавио за посаду службе у Краљевском ваздухопловству, као 17-годишњак, али је отпуштен због акутне болести путовања ваздухом. Потом је служио у Мидлескс пуку британске војске до 1947.

## Аутор
Бонд је почео да пише 1945. док је био стациониран у војсци у Каиру, а своју прву кратку причу продао је часопису London Opinion. Плаћен је седам гвинеја и мислио је да „не би имао ништа против да буде писац“. 1958. године, након продукције неколико представа и кратких прича и док је радио као телевизијски сниматељ ВВС-а (где је једно време радио на Плавом Петру), његову прву књигу, Медвед звани Падингтон, објавио је Колинс. Новинарка Барбара Кер Вилсон је прочитала његов нацрт, а затим је назвала Бонда на дати број. Бонд јој је морао рећи да он не би требало да прима позиве на послу.
Ово је био почетак Бондове серије књига у којима се препричавају приче о меди Падингтону, медведу из „најмрачнијег Перуа“, чија га је тетка Луси послала у Уједињено Краљевство са теглом мармеладе. У првој књизи породица Браун пронашла је медведа на станици Падингтон и усвојила га, назвавши медведа по станици. До 1965. Бонд је могао да напусти свој посао у ВВС-у да би радио као писац пуно радно време.
Падингтонове авантуре продале су преко 35 милиона књига, објављене су у скоро двадесет земаља, на преко четрдесет језика, и инспирисале су поп бендове, тркачке коње, представе, балоне на врући ваздух, филм и телевизијске серије. Бонд је у децембру 2007. изјавио да не планира да настави авантуре Падингтона у даљим свескама. Међутим, у априлу 2014. објављено је да ће те јесени бити објављена нова књига под називом Љубав из Падингтона. У Падингтону, филму из 2014. који је заснован на књигама, Бонд је заслужан за своју улогу Љубазног Џентлмена.
Бонд је такође написао још једну серију књига за децу, авантуре морског прасета по имену Олга да Полга, названог по љубимцу породице Бонд, као и анимирану ББЦ-јеву телевизијску серију Биље (1968). Бонд је написао кулинарске мистериозне приче за одрасле, са господином Pamplemousse и његовим верним псом, Pommes Frites-ом (помфрит).
Бонд је написао Размишљање о проласку година убрзо након свог 90. рођендана. Комад је прочитао сер Дејвид Атенборо, који је такође напунио 90 година 2016. године, на националној служби захвалности у знак сећања на 90. рођендан краљице Елизабете II у катедрали Светог Павла у јуну 2016. 20. јуна 2016. СтудиоКанал је директно стекао франшизу Падингтон. Бонду је било дозвољено да задржи издавачка права на своју серију, коју је априла 2017. године лиценцирао компанији HarperCollins за наредних шест година.

## Телевизијско писање
Бонд је за ВВС написао два кратка филма: Симоново добро дело, приказано 11. октобра 1955, и Наполеонов дан изласка, приказано 9. априла 1957. Такође је написао једну епизоду серије The World Our Stage, адаптацију приповетке Ги де Мопасана "Декорација" која је емитована 4. јануара 1958.
Његово најпознатије телевизијско дело је то што је био творац и писац дечје телевизијске серије Биље и авантуре першуна, опет за ВВС.

## Награде
За заслуге за књижевност за децу, Бонд је именован за официра реда Британског царства (ОБЕ) у част рођендана 1997. године и за команданта реда Британског царства(ЦБЕ) у част рођендана 2015. године. 6. јула 2007. Универзитет у Редингу доделио му је титулу почасног доктора филозофије.
Дана 10. јануара 2018. године, Great Western Railway је један од њихових возова класе 800 назвао „Мајкл Бонд“ „Меда Падингтон “.

## Лични живот
Бонд је био ожењен два пута - са Брендом Мери Џонсон 1950. године, од које се одвојио 1970-их; и Сузан Марфри Роџерс 1981. године. Имао је двоје деце. Живео је у Лондону, недалеко од станице Падингтон, места које је инспирисало многе његове књиге.
Бонд је умро у Лондону 27. јуна 2017. у 91. години. Није наведен узрок. Филм Падингтон 2 (2017) био је посвећен сећању на њега. Сахрањен је на гробљу Падингтон близу места где је живео; натпис на њему гласи „Молим вас, пазите на овог медведа, хвала вам“.